# Germund Carl von Braunjohan
Germund Carl von Braunjohan, född 24 januari 1726 i Örtomta socken, död 7 oktober 1805 i Stockholm, var en svensk militär.
Germund Carl von Braunjohan var son till kammarherre Carl Rutger von Braunjohan och friherrinnan Anna Margareta Cederhielm. Han blev student vid Uppsala universitet 1741, volontär vid artilleriregementet 1742, konstapel där 1743, sergeant vid Hamiltonska regementet samma år, löjtnant 1746, regementskvartermästare 1749 och stabskapten samma år. Braunjohan blev kapten vid Kalmar regemente 1750, sekundmajor där 1757, premiärmajor 1761 och överstelöjtnant vid Kronprinsens regemente 1769. Genom byte blev han 1770 transporterad till Kalmar regemente och var 1774–1782 överste och chef för Jönköpings regemente. Han erhöll 1782 generalmajors avsked.